# 杰奥尔杰塔·皮蒂卡
杰奥尔杰塔·皮蒂卡（羅馬尼亞語：Georgeta Pitică，1930年—2018年10月13日），罗马尼亚乒乓球运动员。 

## 职业生涯
皮蒂卡曾获得三枚世锦赛的奖牌：1961年世界乒乓球锦标赛女子双打金牌和团体铜牌；1963年世界乒乓球锦标赛团体银牌。